# 純心寺

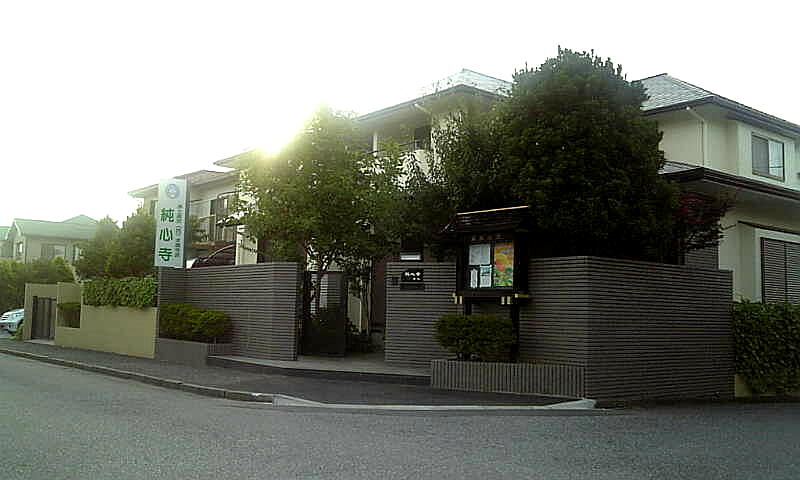
純心寺外観

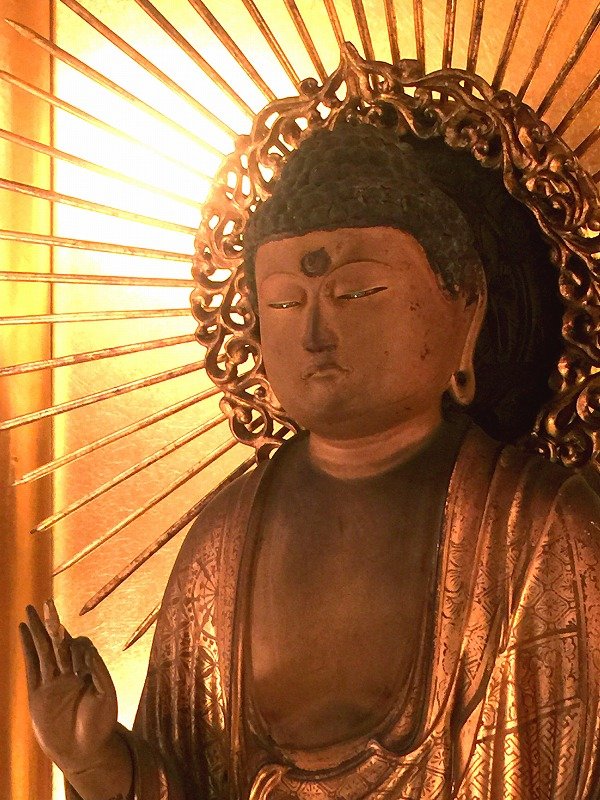
阿弥陀如来像

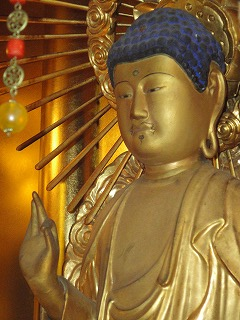
阿弥陀如来像

純心寺（じゅんしんじ、Junshinji）は、千葉県成田市加良部4丁目4番13にある浄土真宗本願寺派（本山：西本願寺）の寺院である。住職曽我弘章（そがこうしょう）

## 歴史
成田市周辺に住む離郷門信徒の拠り所として、またこれまで浄土真宗に縁がなかった人への開教の拠点として、2005年4月1日に成田市の隣接市である富里市日吉台に浄土真宗本願寺派（西本願寺）成田布教所として開設。
2007年2月24日に現在地（成田市加良部）に移転し、同年5月15日に純心寺落成慶讃法要を勤修した。
2007年5月15日(火)に世界遺産の石見銀山にほど近い浄土真宗「光蓮寺」より300年の歴史のある阿弥陀如来像をご本尊として遷座した。遷座には光蓮寺の門徒15人が阿弥陀如来像と一緒にバスで島根から成田まで14時間半かけて約1000ｋｍの道のりを共にした。
2009年3月20日から4月10日まで『平和を願う美術展』として、日本画家である村田茂樹の『ホロコースト作品展』を本堂隣接の純心寺会館にて開催した。
2011年3月15日東日本大震災物故者追悼法要を純心寺にて執り行った。
2011年9月20日から9月24日純心寺住職曽我弘章が、東北地方の被災地へ支援物資を届けながら、各地で東日本大震災物故者追悼法要を執り行った。
2011年10月16日から10月19日純心寺より31名で親鸞聖人750回大遠忌法要参拝を行った。
2012年1月15日純心寺にて親鸞聖人750回大遠忌法要を執り行った。
2016年1月15日純心寺にて「称名・聞名の集い」が始まる。

## 交通アクセス
- JR東日本成田駅から徒歩15分
- 京成成田駅から徒歩17分